# Attyla (opera)
Attyla – opera Giuseppe Verdiego, do której libretto napisał Temistocle Solera. Premiera miała miejsce w Teatro La Fenice w Wenecji w roku 1846. Treść nawiązuje do historii wodza Hunów – Attyli i powstania właśnie Wenecji.

## Osoby
- Attyla – bas
- Ezio – baryton
- Odabella – sopran
- Foresto – tenor
- Uldino – tenor
- Leone – bas

## Historia utworu
W roku 1846 Wenecja była pod władaniem Habsburgów, toteż dzieło Verdiego wpisuje się w jego twórczość wyzwoleńczą (podobnie jak choćby wcześniejszy Nabucco). Premiera została przyjęta bardzo entuzjastycznie, a zwłaszcza fragment duetu Attyli i Ezia – "Włochy niech pozostaną moje" wzbudził zrozumiałe uniesienie. Mimo to, dzieło obecnie należy do rzadziej wystawianych oper kompozytora.